# Luj III., vojvoda Anjoua
Luj/Ludovik III. (francuski Louis; 25. rujna 1403. — 12. studenoga 1434.) bio je vojvoda Anjoua te grof Provanse i Mainea.

## Obitelj
Luj je bio biološko dijete Ludovika II. Anžuvinca i njegove žene, Jolande Aragonske. Ludovik II. bio je napuljski kralj kao rival drugog vladara, a Jolanda je bila moguća nasljednica aragonskog trona kao kći aragonskog kralja. Luj III. bio je najstariji sin svoga oca te nasljednik. 

## Napulj
Napuljska kraljica Ivana II. bila je dvaput u braku, no nije imala djece te je posvojila Luja, učinivši ga svojim nasljednikom. Grof Luj postao je kalabrijski vojvoda, a u Kalabriji je živio sa svojom suprugom Margaretom Savojskom, premda par nije imao djece.
Luj je umro od malarije.
| Pretendentske titule   | Pretendentske titule                | Pretendentske titule        |
| ---------------------- | ----------------------------------- | --------------------------- |
| prethodnik Ludovik II. | — NASLOVNA TITULA — napuljski kralj | nasljednik Renato Anžuvinac |